# Tvrdakovići
Tvrdakovići (cyr. Тврдаковићи) – wieś w Czarnogórze, w gminie Pljevlja. W 2011 roku liczyła 8 mieszkańców.